# Vitoriano Palhares
Vitoriano José Mariano Palhares (Recife, 8 de dezembro de 1840 - Recife, 5 de fevereiro de 1890) foi um poeta brasileiro.
Estudou na Faculdade de Direito do Recife, tendo pertencido ao movimento Escola do Recife.
É patrono da cadeira 16 da Academia Pernambucana de Letras.

## Obras
- Mocidade e tristeza (1867)
- Centelhas (1870)
- Peregrinas (1870)[3]